# El general Johnson salvant un oficial francès malferit del tomahawk d'un indi americà
El general Johnson salvant un oficial francès malferit del tomahawk d'un indi americà (originalment en anglès General Johnson Saving a Wounded French Officer from the Tomahawk of a North American Indian) és una pintura de Benjamin West, completat entre 1764 i 1768. Es representa una escena on s'observa un indígena de Pennsilvània, poc després dels esdeveniments mostrats. La pintura forma part de la col·lecció del Derby Museum and Art Gallery.

## Descripció
La pintura es considera important, ja que aporta un punt de vista contemporani que mostra els tres bàndols involucrats en la guerra Franco-Índia (podria ser anomenada més fidedignament la "guerra Britànic-Franco-Índia") de la dècada de 1750. L'oli representa el General Major Sir William Johnson aturant el moviment d'un indi americà llest per arrencar el cuir cabellut d'un militar francès malferit estès a terra, representat pel Baró Dieskau.